# Prærafaelitter
Prærafaelitterne var en kunstretning i England, der fremstod i 1848 som Det prærafaelitiske broderskab (The Pre-Raphaelite Brotherhood med initialerne PRB) af tre venner i 20'erne, kunstnere og digtere: Dante Gabriel Rossetti, William Holman Hunt og John Everett Millais. Med initialerne PRB annoncerede broderskabet en ny bevægelse i britisk kunst.
Som forbillede havde de den italienske malerkunst før Rafael (†1520), deraf navnet.
Prærafaelitterne satte redelighed indtil det minutiøse i naturgengivelsen på programmet. De mente, at den italienske kunsts forfald begyndte med Rafaels rejse til Firenze (o. 1504): den kunstneriske naivitet gik tabt, og den rafaelske overmodne blomstring gav ikke nye vækstmuligheder, men endte i manér. De ville lægge afstand til højrenæssancens verdsliggørelse af kulturen og kunsten. Sammenslutningen var blandt andet inspireret af ridderne af det runde bord fra legenden om Kong Arthur (o. 500) og Camelot og ville forny engelsk kunst og bryde med det, de havde lært på kunstakademiet.

## Baggrund
Nazarenerne var en åndsbeslægtet skole, der i Tyskland havde gjort sig gældende med bl.a.t Johann Friedrich Overbeck. Flere af prærafaelitterne står i gæld til dem: Dante Gabriel Rossetti var fx grebet af Joseph von Führichs kunst. Nazarenerne lagde dog ikke samme vægt på et indgående naturstudium som prærafaelitterne.
Deres tidligste billeder hentede inspiration fra litteraturens verden, særlig John Keats, William Shakespeare og Dante Alighieri, men især Alfred Lord Tennyson, hvis værk Idylls of the King (1859) var en opdateret victoriansk version af sir Thomas Malorys middelalderværk Le Morte d'Arthur (1485). Tennysons version medførte fornyet interesse for den tidlige monarks univers, der særligt afspejles i mange af prærafaelitternes værker. Tennysons værker var senromantiske revitaliseringer af middelalderens ridderromaner med skønjomfruer osv. og blev inspirationskilde for broderskabet, som havde fornemmelsen af, at verden havde mistet sin fortryllelse, men at middelalderverdenen bød på noget mere. For dem repræsenterede middelalderuniverset noget fortryllet i en ellers affortryllet verden, hvor industrialiseringens begyndelse genererede en nostalgisk længsel i dem efter  uspoleret landskab og stabilitet.

## Prærafaelitternes varighed
Den egentlige prærafaelitiske periode var kun kort; dens eftervirkninger så meget varigere. 1848 dannede de tre malere John Everett Millais, William Holman Hunt og D.G. Rossetti et kunstnerisk fostbroderskab, Det prærafaelitiske broderskab. De var grebet af, hvad de havde set af ældre italiensk kunst som freskerne i Pisas Campo Santo og besluttede i deres fælles atelier at virkeliggøre en lignende ægte og oprindelig fra alle akademiske fraser frigjort kunst; som quattrocentisterne ville de nu rådspørge naturen.
Snart supplerede de sig med fem fæller: billedhuggeren Thomas Woolner, der senere tog til Australien, maleren Frederic George Stephens, der senere især virkede som kritiker, Rossettis bror William Michael Rossetti, James Collinson, der siden gik i kloster, og Walter Deverell. 1849 stod de frem for offentligheden: Millais med Isabella, Hunt med Rienzi, D.G. Rossetti med Marias Ungdom.
Uviljen steg mod dem rejste en sand storm, da de udstillede året efter: Millais med Tømmerværkstedet (eller 'Jesus i faderens værksted'), Hunt med Kristne Missionærer og Rossetti med Bebudelsen. Akademiets porte lukkede sig for dem. Kritikken hånede deres arbejder, og (Charles Dickens rasede). Ved deres side stod maleren Ford Madox Brown, der uden at høre til selve broderskabet malede i dets ånd - også før dets stiftelse.

## Ruskins udredning og forsvar
Prærafaelitterne udgav kortvarigt tidsskriftet The Germ ('Kimen'). Det udkom med fire numre i begyndelsen af 1850, senere hed det Art and Poetry. Ford Madox Brown skrev om historiemaleri, medens William Michael Rossetti udviklede prærafaelitternes grundsætninger i en artikel i The Critic. Strømkæntringen i publikums og de toneangivendes stilling til prærafaelitterne skyldes dog særlig Ruskins indgriben:. I 1851 i Times med "Pre-Rafaelism, its principles and Turner" at retlede den offentlige mening og påviste, at de fejl, man bebrejdede prærafaelitterne, netop var heldige nydannelser. Stemningen slog om: akademiet i Liverpool gik i spidsen, og efterhånden lystes prærafaelitternes sære arbejder i kuld og køn.
Det ny i prærafaelitternes kunst, der i dets tilspidsede servering nok kunne forbavse, desorientere og udæske kritikken, var i malerisk henseende bandlysningen af alt clairobscur og den traditionelt forskønnende ateliertone. I stedet skulle det være klare, ubrudte ofte grelle lokalfarver og en belysning, der intet skjulte. Det omhyggeligste, mest pertentlige naturstudium skulle træde i stedet for den herskende flotte rutine.I menneskefremstillingen skulle man holde sig til en og samme model, i landskabet skulle alle småting og vegetationens enkeltheder, behandles med den største omhu (heraf folkevitsen: tag et græsstrå og mangfoldiggør det, så har du et landskab efter prærafaelitternes metode).
Naturen krævede overalt den største respekt for enkelthederne. På alle områder var prærafaelitternes parole: hellere stamme end at bruge fraser. Hvad billedernes åndelige indhold angik, gjaldt det om at gengive de sande lidenskaber uden hensyn til gratie; det tankefulde og mystiske i sjælelivet skulle opdyrkes. Naturligvis træder disse forskellige egenskaber frem med forskellig styrke hos de enkelte prærafaelitter. De sidstnævnte gør sig i stærkest grad gældende hos D.G. Rossetti.

## The Brotherhood opløstes snart
Den standhaftigste og mest udprægede var William Holman Hunt, som rejste til Palæstina; de stærkt idealistiske momenter i D.G. Rossettis kunst viste på en måde ud over selve prærafaelitternes kunst. Millais' senere kunst blev delvis en desavouering af hans egen fortid. Men blandede med andre strømninger har den prærafaelitiske retning haft indflydelse. Det er under dens påvirkning, at engelsk kunst, ikke mindst i dens talrige forgreninger som brugskunst i sidste fjerdedel af det 19. århundrede er kommet til at indtage en fremtrædende plads i kunsten.

## Eftervirkninger
Fra Rossetti går tråde til den af Sandro Botticelli påvirkede Edward Burne-Jones, som i sine dekorative grundsætninger også går tilbage til tiden før højrenæssancen. Allerede 1858 i glasmalerier i katedralen i Oxford, og hvis "nyprærafaelisme" har videreudviklet prærafaelitternes følelsesværdier. Burne-Jones' retning fortsattes ofte i maniereret form af elever som Evelyn De Morgan, John Melhuish Strudwick, Marie Spartali Stillman og John Roddam Spencer Stanhope.
Arthur Hughes og Joseph Noel Paton var udprægede prærafaelitter. Også for den berømte William Morris har prærafaelitterne haft afgørende betydning. I Frederick Sandys, Simeon Solomon og G. Wilson brydes prærafaelitternes retning med romantiske strømninger. Walter Crane, Frederic Shields og William Bell Scott overfører prærafaelitternes principper på den dekorative kunst. Et dansk 'Selskabet for dekorativ Kunst' blev stiftet 1901.
James Clarke Hook er med mange andre repræsentant for det prærafaelitiske landskab. Blandt andre kunstnere, for hvem den prærafaelitiske indflydelse har været af betydning, kan nævnes William Blake Richmond i hans ældre arbejder, James Tissot, John Frederick Lewis), Henry Moore og Valentine Cameron Prinsep. I fjernere forbindelse med prærafaelitterne står den berømte, særprægede Cesare Saccaggi,  George Frederic Watts.

## Danske kunstnere
Af danske kunstnere, der var inspireret af bevægelsen, kan nævnes Agnes Slott-Møller (†1937).
| Agnes Slott-Møller                                       |
| - Niels Ebbesen, 1894 - Herregården Kaas i Salling, 1895 |

## Ældre litteratur
Litteratur angivet i Salmonsen − flere kan nu læses online
- Percy H. Bate: The English preraphaelite painters, their associates and successors, 1905, − Online hos Archive.org (1972, 'reprint of the 1901 ed.' : Online hos Archive.org)
- John Ruskin, Dante Gabriel Rossetti: Pre-Raphaelitism. Papirer 1854-1862, arrangeret og redigeret af William Michael Rossetti, London 1899. Righoldig brevsamling
- "The Pre-Raphaelite Brotherhood. A Fight for Art", Artikelserie i Contemporary Review, 1886
- Emil Hannover: "Prærafaelitter" i Tilskueren, juli 1901
- W. Fred: Die Präraphaeliten, Heitz, 1900
- William Holman Hunt: Preraphaelitism, 1905 − Online hos Archive.org
- Jarno Jessen [pseud.], Walter Crane: 'Prärafaelismus, Berlin : Bard, Marquardt & Co., 1906
- Hans Wolfgang Singer: Der Prae-Raphaelitismus in England, Berlin 1912 − Online hos Archive.org